# Body of Proof
Body of Proof ist eine US-amerikanische Fernsehserie, die zwischen 2010 und 2013 von ABC Studios produziert wurde. In der Hauptrolle ist Dana Delany zu sehen. Die Serie wurde anfangs mit dem Titel Body of Evidence angekündigt, aber noch vor Ausstrahlung umbenannt. Im Mai 2013 wurde die Serie nach drei Staffeln von ABC eingestellt. Die Produzenten versuchten die Serie im Anschluss daran an einen Kabelsender zu verkaufen, wobei es aber zu keiner Einigung kam.

## Handlung
Dr. Megan Hunt war vor Beginn der Serienhandlung die erste weibliche Leiterin der neurochirurgischen Abteilung des Universitätskrankenhauses in Philadelphia. Fixiert auf ihre berufliche Karriere wurde ihr ihr Mangel an Engagement im privaten Bereich erst bewusst, als sich ihr Mann von ihr scheiden ließ und das alleinige Sorgerecht für die gemeinsame Tochter erhielt. Kurz darauf hatte sie einen Autounfall. Seitdem leidet sie an Parästhesie in den Händen. Trotz dieser Einschränkung, bei der plötzliche Taubheit und Krämpfe in den Händen auftreten können, arbeitete sie zunächst weiter als Neurochirurgin. Während einer Operation verlor sie die Kontrolle über ihre Hände, was den Tod des Patienten nach sich zog und ihre Karriere auf dem Gebiet der Neurochirurgie beendete.
Mit Beginn der Serie, fünf Jahre später, arbeitet Megan als gerichtsmedizinische (forensische) Expertin, die mit ihrem medizinischen Wissen Mordfälle aufklären soll. Aufgrund ihrer hervorragenden Kenntnisse, eines ausgeprägten Auges fürs Detail, detektivischen Spürsinns und eines guten Mitarbeiterteams kann sie die Mordfälle mit Hilfe der Beweise, die sie an und in den Körpern der Toten findet, lösen.

## Besetzung und Synchronisation
Die deutsche Synchronisation entstand durch die Synchronfirma Cinephon Filmproduktion in Berlin.

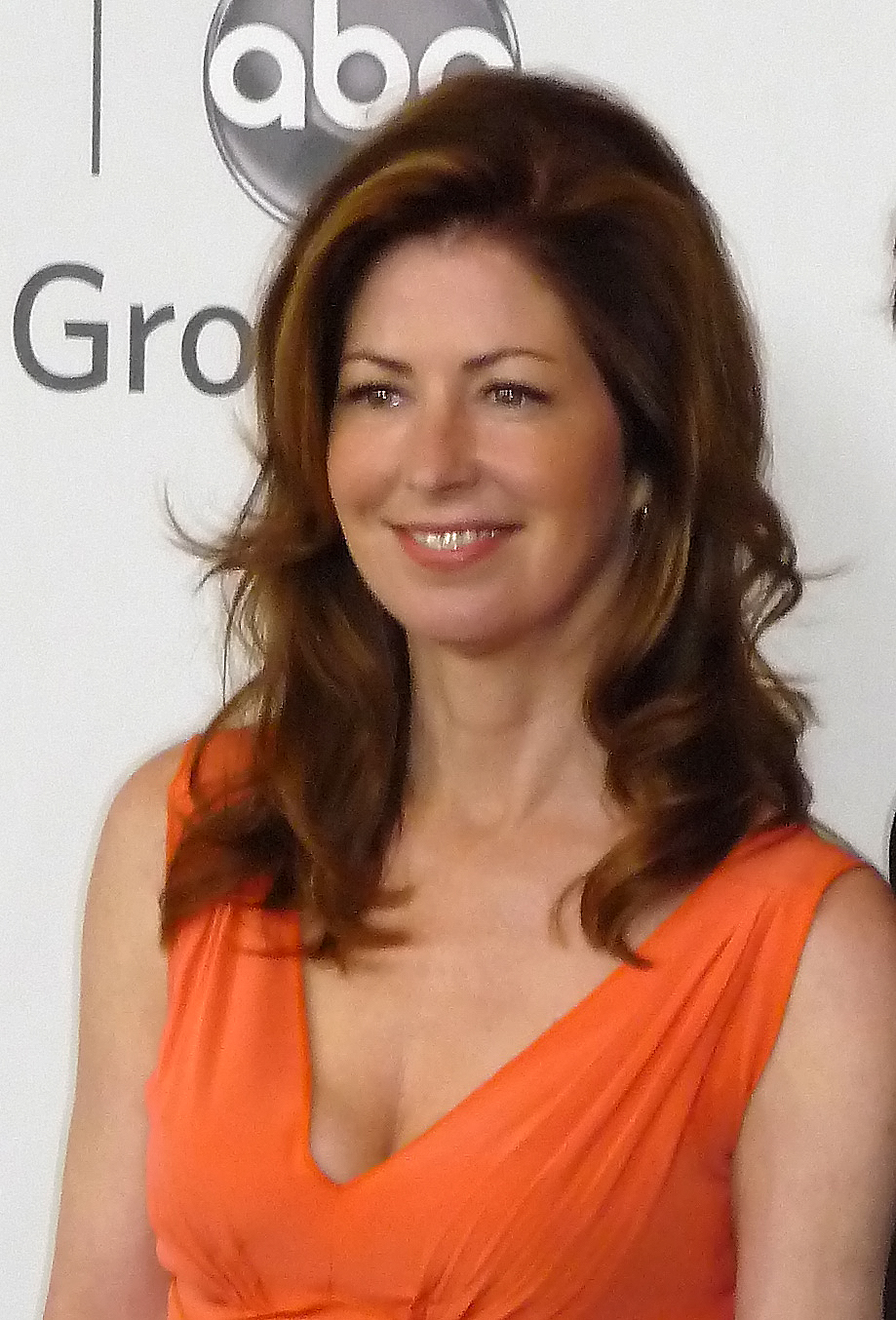
Dana Delany spielt Dr. Megan Hunt
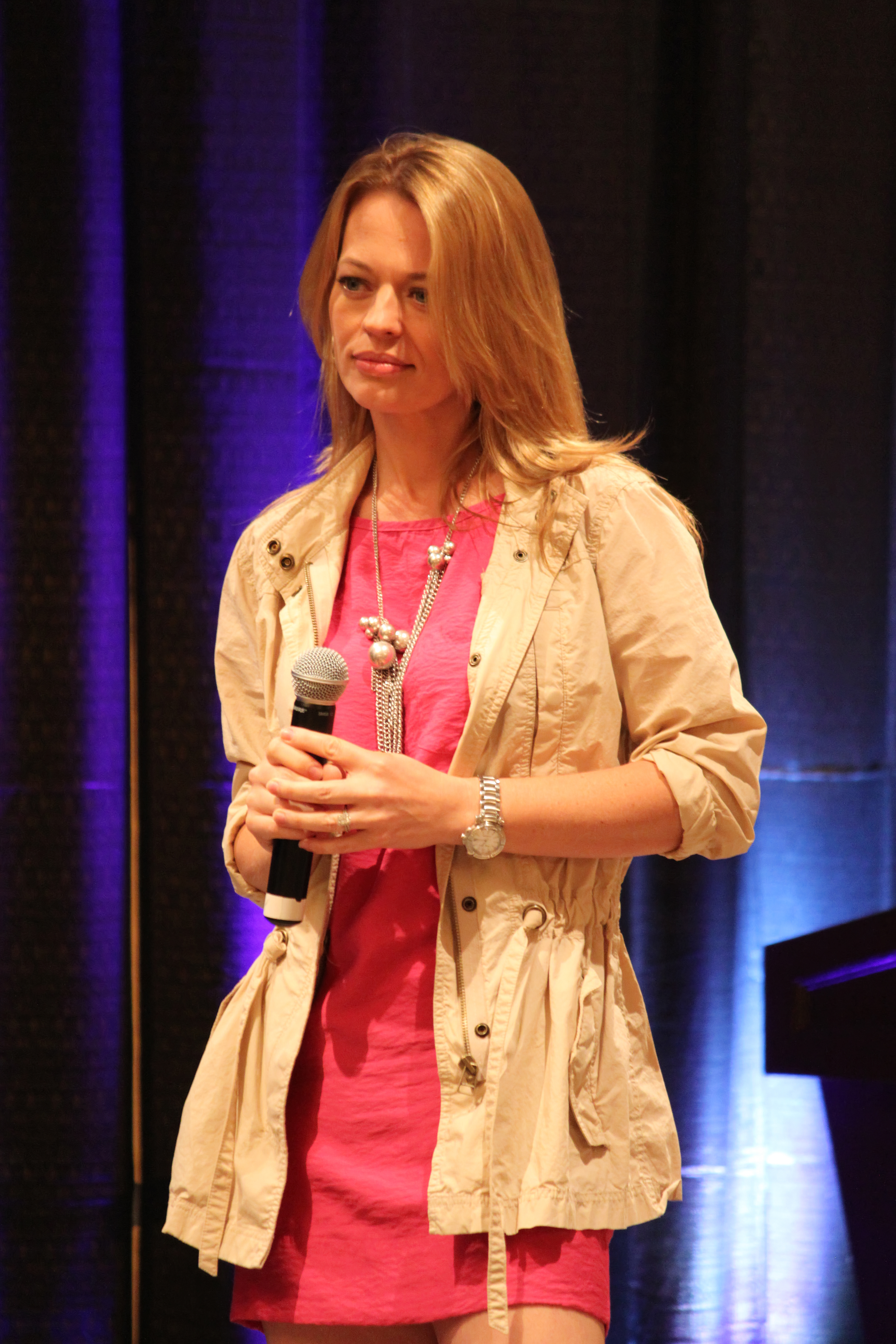
Jeri Ryan spielt Dr. Kate Murphy
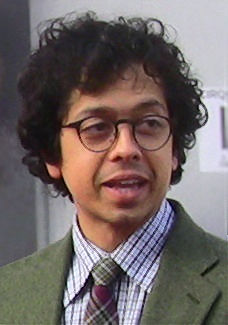
Geoffrey Arend spielt Dr. Ethan Gross
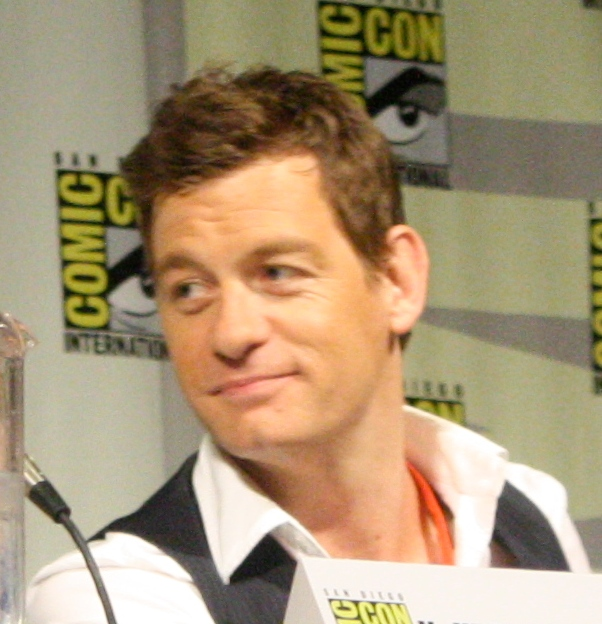
Nicholas Bishop spielte Peter Dunlop
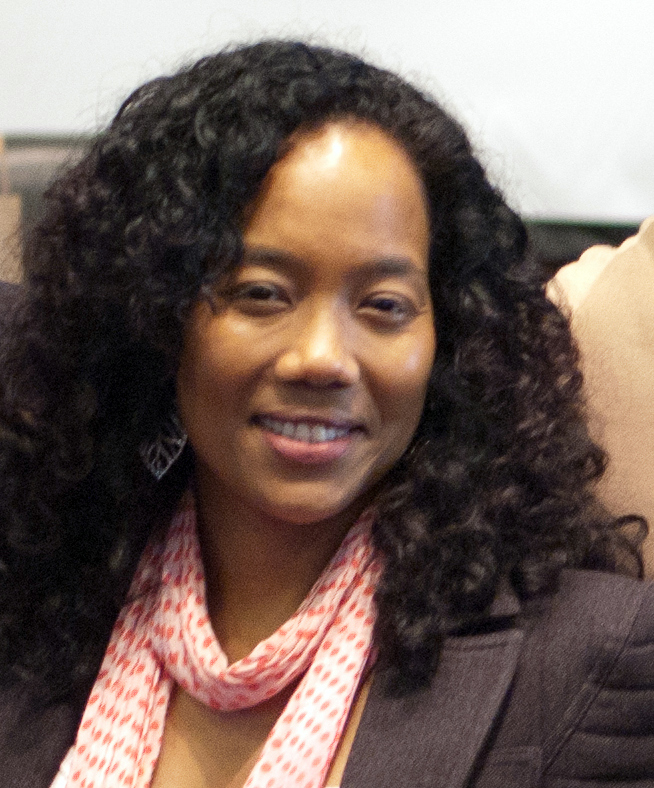
Sonja Sohn spielte Detective Samantha Baker

| Rollenname               | Schauspieler/-in     | Hauptrolle (Episoden) | Nebenrolle (Episoden) | Synchronsprecher/-in |
| ------------------------ | -------------------- | --------------------- | --------------------- | -------------------- |
| Dr. Megan Hunt           | Dana Delany          | 1.01–3.13             |                       | Gundi Eberhard       |
| Dr. Kate Murphy          | Jeri Ryan            | 1.01–3.13             |                       | Anke Reitzenstein    |
| Dr. Ethan Gross          | Geoffrey Arend       | 1.01–3.13             |                       | René Dawn-Claude     |
| Dr. Curtis Brumfield     | Windell Middlebrooks | 1.01–3.13             |                       | Tom Deininger        |
| Peter Dunlop †           | Nicholas Bishop      | 1.01–2.20             |                       | Martin Lohmann       |
| Detective Bud Morris     | John Carroll Lynch   | 1.01–2.20             |                       | Peter Reinhardt      |
| Detective Samantha Baker | Sonja Sohn           | 1.01–2.20             |                       | Martina Treger       |
| Lacey Fleming            | Mary Matilyn Mouser  | 2.01–3.13             | 1.01–1.09             | Friedel Morgenstern  |
| Detective Tommy Sulivan  | Mark Valley          | 3.01–3.13             |                       | Torsten Michaelis    |
| Detective Adam Lucas     | Elyes Gabel          | 3.01–3.13             |                       | Tim Knauer           |
| Todd Fleming             | Jeffrey Nordling     |                       | 1.01–2.16             | Bernd Vollbrecht     |
| Judge Joan Hunt          | Joanna Cassidy       |                       | 1.06–3.13             | Rita Engelmann       |
| Dani Alvarez †           | Nathalie Kelley      |                       | 2.04–2.18             | Melanie Hinze        |
| Aiden Wells              | Jamie Bamber         |                       | 2.15–2.18             | Philipp Moog         |
| Charlie Stafford         | Luke Perry           |                       | 2.17–3.13             | Michael Deffert      |
| Yvonne Kurtz             | Annie Wersching      |                       | 3.01–3.02             | Sabine Falkenberg    |
| Dan Russell              | Richard Burgi        |                       | 3.01–3.13             | Erich Räuker         |
| Angela Martin            | Lorraine Toussaint   |                       | 3.11–3.13             |                      |

## Ausstrahlung

### Vereinigte Staaten
Ursprünglich sollte Body of Proof am 22. Oktober 2010 Premiere auf ABC feiern. Der Starttermin wurde jedoch verschoben und die Ausstrahlung begann schließlich am 29. März 2011. Die erste Staffel der Serie umfasst insgesamt 13 Folgen, von denen bis zum 17. Mai 2011 erst neun ausgestrahlt wurden. Am 13. Mai 2011 verlängerte ABC die Serie um eine zweite Staffel, die zwischen dem 20. September 2011 und dem 10. April 2012 gesendet wurde. Trotz der recht schwachen Einschaltquoten während der zweiten Staffel, gab ABC im Mai 2012 die Produktion einer dreizehnteiligen dritten Staffel bekannt. Die Ausstrahlung der dritten Staffel war vom 19. Februar bis zum 28. Mai 2013 auf ABC zu sehen.
Im Mai 2013 gab ABC die Einstellung der Serie bekannt.

### Deutschsprachiger Raum
Im deutschen Free-TV hat sich die ProSiebenSat.1 Media AG  die Rechte an der Serie gesichert und entschieden, sie auf ProSieben auszustrahlen. Die Ausstrahlung der Serie begann am 24. August 2011. Aufgrund der Tatsache, dass ABC zuvor für die erste Staffel dreizehn Episoden produziert hatte, wovon aber nur die ersten neun ausgestrahlt wurden, zählen die deutschsprachigen Sender die übrigen vier Episoden noch zur ersten, während sie in den USA als zweite Staffel ausgestrahlt wurden. Da ProSieben mit den erreichten Einschaltquoten während der ersten Staffel nicht zufrieden war, wechselte die Serie mit dem Start der zweiten Staffel am 2. März 2012 zum Schwestersender kabel eins. Ab dem 7. Juni 2013 strahlte Kabel eins die dritte Staffel aus.
In Österreich strahlte der Sender ATV die Serie ab dem 18. August 2011 in deutschsprachiger Erstausstrahlung aus.
In der Schweiz begann der Sender 3+ die Ausstrahlung der Serie am 23. August 2011.

### International
In Italien startete sie bereits am 25. Januar 2011 auf dem Bezahlsender Fox Life und in Russland am 7. Februar 2011.

## DVD-Veröffentlichung
Vereinigte Staaten
- Die erste Staffel erschien am 20. September 2011
- Die zweite Staffel erschien am 11. September 2012
- Die dritte Staffel erschien am 18. Juni 2013

Deutschland
- Die erste Staffel erschien am 30. August 2012
- Die zweite Staffel erschien am 5. Dezember 2012
- Die dritte Staffel erschien am 21. November 2013